# 霍尔戈什
霍尔戈什（羅馬化：Horgoš）是塞尔维亚伏伊伏丁那自治省北巴納特區卡尼扎市镇的村庄。该村人口为6,325人（2002年人口普查），匈牙利族占多数（83.82％）。 村庄附近是进入匈牙利的国家边界。

## 历史
作为匈牙利王国的一部分，这个村庄已经在十一世纪的文件中被提及。1542年被奥斯曼帝国苏丹苏莱曼大帝的军队征服。波兰-奥斯曼帝国战争（1683-1699）之后，它被哈布斯堡王朝征服，后来成为奥匈帝国的一部分。在两次世界大战之间，它是南斯拉夫的一部分。1941年4月德国军队入侵南斯拉夫，随后德国将该地区移交给匈牙利。1944年，德国占领了匈牙利，夺回了该地区。1945年，它又成为南斯拉夫的一部分。在南斯拉夫解体后，它被列入塞尔维亚领土。

## 历史上的人口统计
- 1961年: 7,871
- 1971年: 7,823
- 1981年: 7,640
- 1991年: 7,201
- 2002年: 6,325

## 犹太社区
霍尔戈什最早的犹太居民文件可以追溯到19世纪。1877年有87名犹太人被计入霍尔戈什，第二次世界大战爆发后，只有53个犹太人。1941年德国入侵匈牙利占领该村后，犹太人遭到残酷的迫害，并于1944年被驱逐到納粹集中營。只有少数人幸存下来并返回了村里，但在几年之内移民到以色列。

## 著名的居民
该村是著名的匈牙利贵族家庭，卡拉斯·德·霍尔戈什-圣彼得（匈牙利語：Kárász de Horgos et Szentpéter）的所在地。塞尔维亚作家亚历山大·蒂什马也出生在霍尔戈什，他的父亲是塞尔维亚人、母亲是匈牙利犹太人。其他出生在霍尔戈什的名人有天文学家LászlóL. Kiss，音乐家AlbertFöldi，艺术家IstvánFujkin和MiklósBerényi，演员LehelKovács和计算机科学家Josef H. Braun。